# Богданово (Конёчек)
Богданово — упразднённая в 1976 году деревня в Ершовской волости Псковского района Псковской области России. Вошла в состав деревни Конечек.

## География
Расположена на северо-западе деревни Конечек, в 8 км к северо-западу от Пскова, в 5 км к юго-востоку от волостного центра Ершово. Между деревнями Богданово/Богданова и Конечик находились селения Марково (позднее Марково Клюй), Прахнова (затем Прахны/Прохны), Кривовицы (позднее погост).

## Топоним
Изначально — деревня Богданова.
Название Богданово было перенесено на соседнюю деревню Богданово, зарегистрированную решением облисполкома 12 мая 1988 года.

## История
Деревня Богданова встречается на плане генерального межевания Псковского уезда 1785 года, соседние Кривовицы, Пахнова, Маркова Клюй упоминаются на карте Псковского уезда 1838 года
В годы Великой Отечественной войны была под фашистской оккупацией. Бои за освобождение проходили в марте 1944 года.
Слилась с д. Конечек 28 января 1976 года.

## Инфраструктура
Личное подсобное хозяйство.
В соседних Кривовицах сохранилась Церковь Ильи Пророка. (XVI в.; колокольня 1845 г.) Памятник истории и культуры (Постановление Совета Министров РСФСР № 624 от 4 декабря 1974 г.).

## Транспорт
Вблизи автодороги Псков—Гдов.